# インザウイングス
インザウイングス（英: In the Wings、1986年 - 2004年）とはフランスの競走馬、種牡馬である。欧米の中長距離路線で活躍した。

## 戦跡
デビュー戦を勝利すると3連勝でプランスドランジュ賞（G3）を制し重賞初勝利をあげる。無敗のまま1番人気で凱旋門賞に出走するが勝ち馬キャロルハウスから5馬身半離された11着と惨敗してしまう。翌年はガネー賞2着を挟んだコロネーションカップでG1初勝利。続くサンクルー大賞でもキャロルハウスに雪辱を果たしG1競走2連勝する。ただ、キングジョージ6世&クイーンエリザベスステークスでは勝ち馬ベルメッツから離された5着と惨敗、フォワ賞を勝利し2年連続で挑んだ凱旋門賞でも4着と、英仏の頂点に立つことはできなかった。この後アメリカに遠征し、ブリーダーズカップ・ターフを勝利、有終の美を飾って引退した。

### 年度別競走成績
- 1989年（4戦3勝） - プランスドランジュ賞（G3）
- 1990年（7戦4勝） - コロネーションカップ（G1）、サンクルー大賞（G1）、ブリーダーズカップ・ターフ（G1）、フォワ賞（G3）

## 種牡馬入り後
引退後は種牡馬入りし、シングスピールをはじめ、数々のG1、重賞競走勝ち馬を輩出し成功した。産駒も父と同じく中長距離路線を得意とする馬が多い。

### 代表産駒
※G1級競走優勝馬のみ記載。
- 1992年生
  - Singspiel - カナディアンインターナショナルステークス、ジャパンカップ、ドバイワールドカップ、コロネーションカップ、インターナショナルステークス
  - Winged Love - アイリッシュダービー
- 1995年生
  - Central Park - デルビーイタリアーノ、イタリア共和国大統領賞
- 1997年生
  - Kutub - バイエルンツフトレネン、オイロパ賞、ジョッキークラブ大賞
- 1998年生
  - Zanzibar - オークスイタリアーノ
- 1999年生
  - Act One - リュパン賞、クリテリウム・アンテルナシオナル
  - Mamool - オイロパ賞、バーデン大賞
- 2000年生
  - Fidelite - サンタラリ賞
- 2004年生
  - Adlerflug - ドイチェスダービー、ドイツ賞

### ブルードメアサイアーとしての代表産駒
- 2002年生
  - Luas Line - ガーデンシティブリーダーズカップステークス
  - ショウナンパントル - 阪神ジュベナイルフィリーズ
- 2006年生
  - Ave - フラワーボウルインビテーショナルステークス

## 血統表
| インザウイングスの血統(サドラーズウェルズ系 / Lalun 4×5=9.38%） | インザウイングスの血統(サドラーズウェルズ系 / Lalun 4×5=9.38%） | インザウイングスの血統(サドラーズウェルズ系 / Lalun 4×5=9.38%） | （血統表の出典） | （血統表の出典） |
| 父 Sadler's Wells 1981 鹿毛 アメリカ                            | 父の父Northern Dancer 1961 鹿毛                                 | Nearctic                                                        | Nearco           | Nearco           |
| 父 Sadler's Wells 1981 鹿毛 アメリカ                            | 父の父Northern Dancer 1961 鹿毛                                 | Nearctic                                                        | Lady Angela      |                  |
| 父 Sadler's Wells 1981 鹿毛 アメリカ                            | 父の父Northern Dancer 1961 鹿毛                                 | Natalma                                                         | Native Dancer    | Native Dancer    |
| 父 Sadler's Wells 1981 鹿毛 アメリカ                            | 父の父Northern Dancer 1961 鹿毛                                 | Natalma                                                         | Almahmoud        |                  |
| 父 Sadler's Wells 1981 鹿毛 アメリカ                            | 父の母Fairy Bridge 1975 鹿毛                                    | Bold Reason                                                     | Hail to Reason   | Hail to Reason   |
| 父 Sadler's Wells 1981 鹿毛 アメリカ                            | 父の母Fairy Bridge 1975 鹿毛                                    | Bold Reason                                                     | Lalun            |                  |
| 父 Sadler's Wells 1981 鹿毛 アメリカ                            | 父の母Fairy Bridge 1975 鹿毛                                    | Special                                                         | Forli            | Forli            |
| 父 Sadler's Wells 1981 鹿毛 アメリカ                            | 父の母Fairy Bridge 1975 鹿毛                                    | Special                                                         | Thong            |                  |
| 母 High Hawk 1980 鹿毛 アイルランド                             | 母の父Shirley Heights 1975 鹿毛                                 | Mill Reef                                                       | Never Bend       | Never Bend       |
| 母 High Hawk 1980 鹿毛 アイルランド                             | 母の父Shirley Heights 1975 鹿毛                                 | Mill Reef                                                       | Milan Mill       |                  |
| 母 High Hawk 1980 鹿毛 アイルランド                             | 母の父Shirley Heights 1975 鹿毛                                 | Hardiemma                                                       | Hardicanute      | Hardicanute      |
| 母 High Hawk 1980 鹿毛 アイルランド                             | 母の父Shirley Heights 1975 鹿毛                                 | Hardiemma                                                       | Grand Cross      |                  |
| 母 High Hawk 1980 鹿毛 アイルランド                             | 母の母Sunbittern 1970 芦毛                                      | *シーホーク                                                     | Herbager         | Herbager         |
| 母 High Hawk 1980 鹿毛 アイルランド                             | 母の母Sunbittern 1970 芦毛                                      | *シーホーク                                                     | Sea Nymph        |                  |
| 母 High Hawk 1980 鹿毛 アイルランド                             | 母の母Sunbittern 1970 芦毛                                      | Pantoufle                                                       | *パナスリッパー  | *パナスリッパー  |
| 母 High Hawk 1980 鹿毛 アイルランド                             | 母の母Sunbittern 1970 芦毛                                      | Pantoufle                                                       | Etoile de France |                  |

- 母ハイホークはローマ賞（伊G1）の勝ち馬。第3回ジャパンカップに1番人気で出走している（13着）。全弟ハンティングホークはグレフュール賞（仏G2）の勝ち馬で、種牡馬として日本に輸入され、ステイヤーズステークスなどに勝利したホットシークレットを出している。
- 半妹トークショウの孫にサマーチャンピオン勝ち馬のサヴィ。